# Station Kungsängen
Kungsängen is een station van de pendeltåg (forensentrein) aan de Mälarbanan in Kungsängen in de gemeente Upplands-Bro op 26,2 km ten noordwesten van het centrum van Stockholm.

## Geschiedenis
De maatschappij Stockholm-Västerås-Bergslagens Järnvägar (SVB) opende in 1876 op deze locatie een passeerstation aan haar destijds enkelsporige spoorlijn. De plaats Kungsängen begon pas rond 1900 op te komen als woonplaats. Vanaf 1 januari 1967 werd de verantwoordelijkheid voor het lokale reizigerstreinverkeer binnen de provincie Stockholm overgedragen aan SL. Er werd ook besloten dat de gemeente Upplands-Bro zou worden overgedragen van Uppsalas län naar Stockholms län, hetgeen op 1 januari 1971 een feit werd. Op 22 april 1968 werd een perron met kaartverkoop in gebruik genomen als eindpunt voor de pendeltåg. Op 25 april 2000 werd een volledig nieuw station in gebruik genomen, tegelijk met een nieuw dubbelsporig traject. Hierbij werd ook het noordelijke eindpunt van de pendeltåg op de Mälarbanan van Kungsängen verplaatst naar Bålsta.

## Reizigersverkeer
Het station heeft een eilandperron voor de pendeltåg dat met een roltrap, een lift en een vaste trap met de stationshal is verbonden. Het stationsgebouw is boven de sporen gebouwd en ligt aan een verhoogd plein aan de stadskant direct naast  het centrum. Naast het stationsgebouw ligt een loopbrug over de sporen tussen het stationsplein en de wijken ten zuiden van het spoor. De toeritten naar het stationsplein worden tevens gebruikt voor de bushaltes bij het station. De langeafstands- en goederentreinen rijden niet langs de perrons maar gebruiken de inhaalsporen. De helft van de forensentreinen uit Stockholm keert om in Kungsängen, omdat de route Stockholm-Kungsängen een kwartierdienst kent, terwijl de forensentreinen naar Bålsta in een halfuursdienst rijden. Voor de kerende treinen ligt ten westen van het station een keerspoor tussen de doorgaande sporen.
In 2015 waren er ongeveer 4.200 instappers op werkdagen.

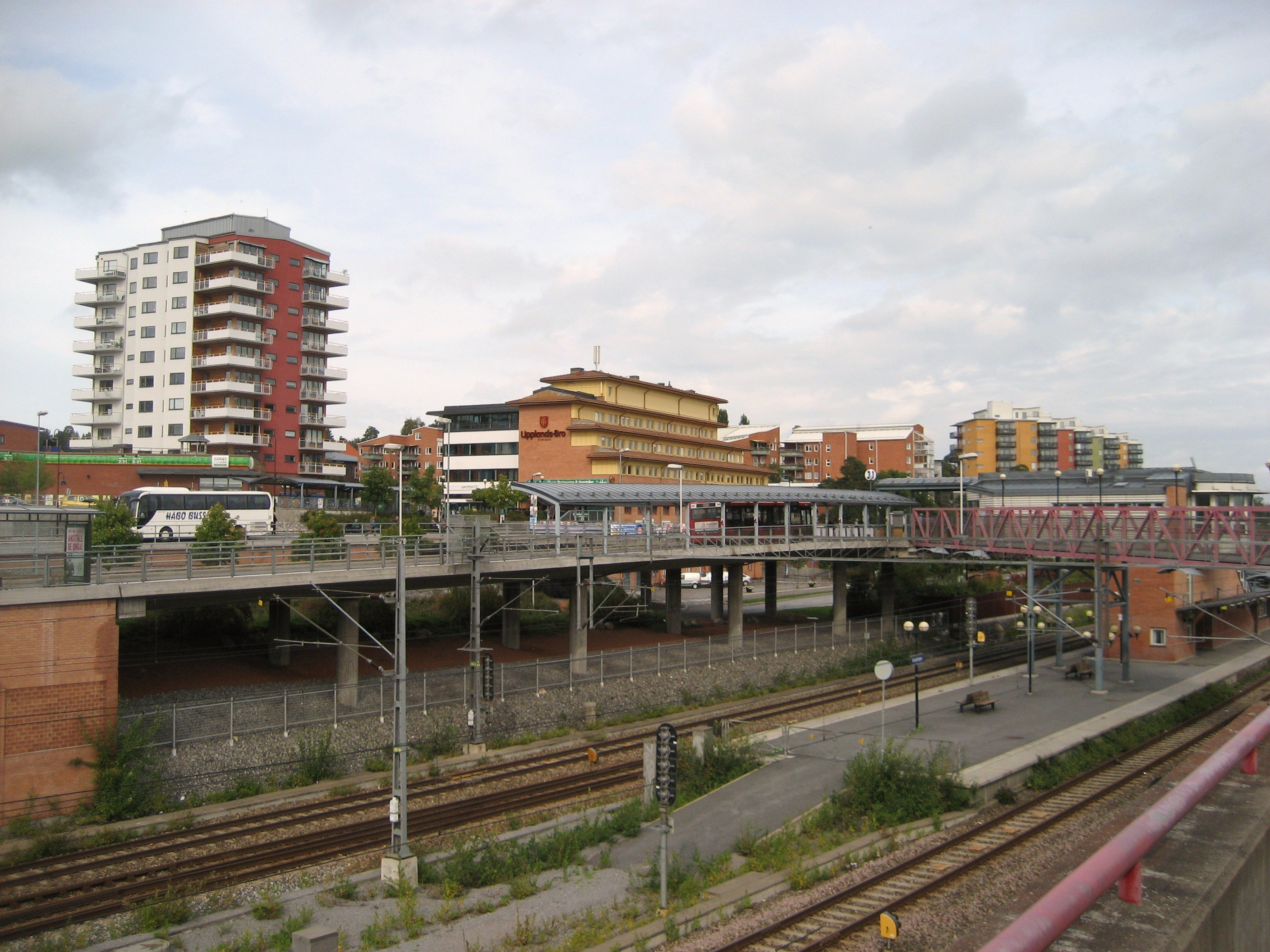
Het verhoogde stationsplein op palen.
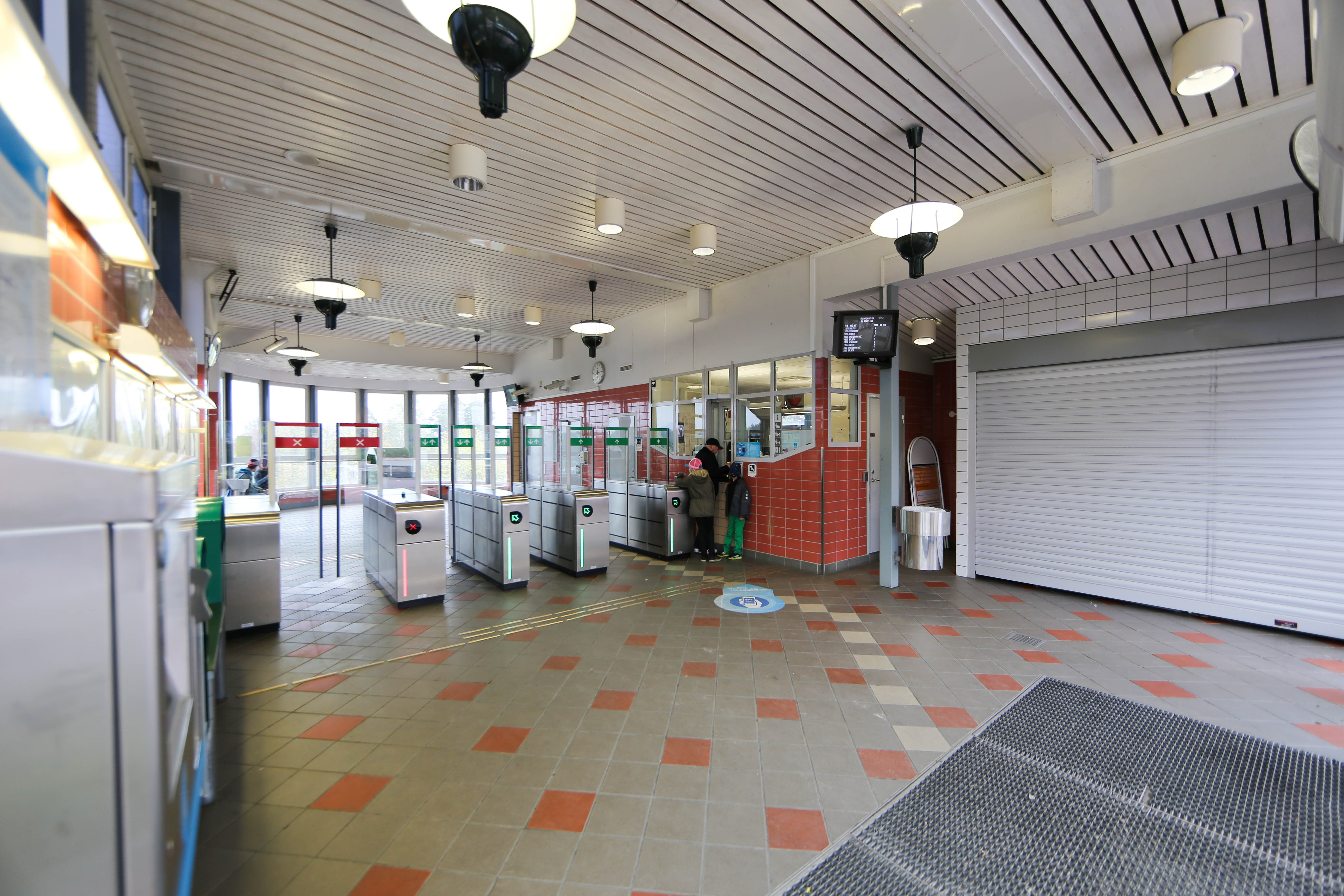
De stationshal.
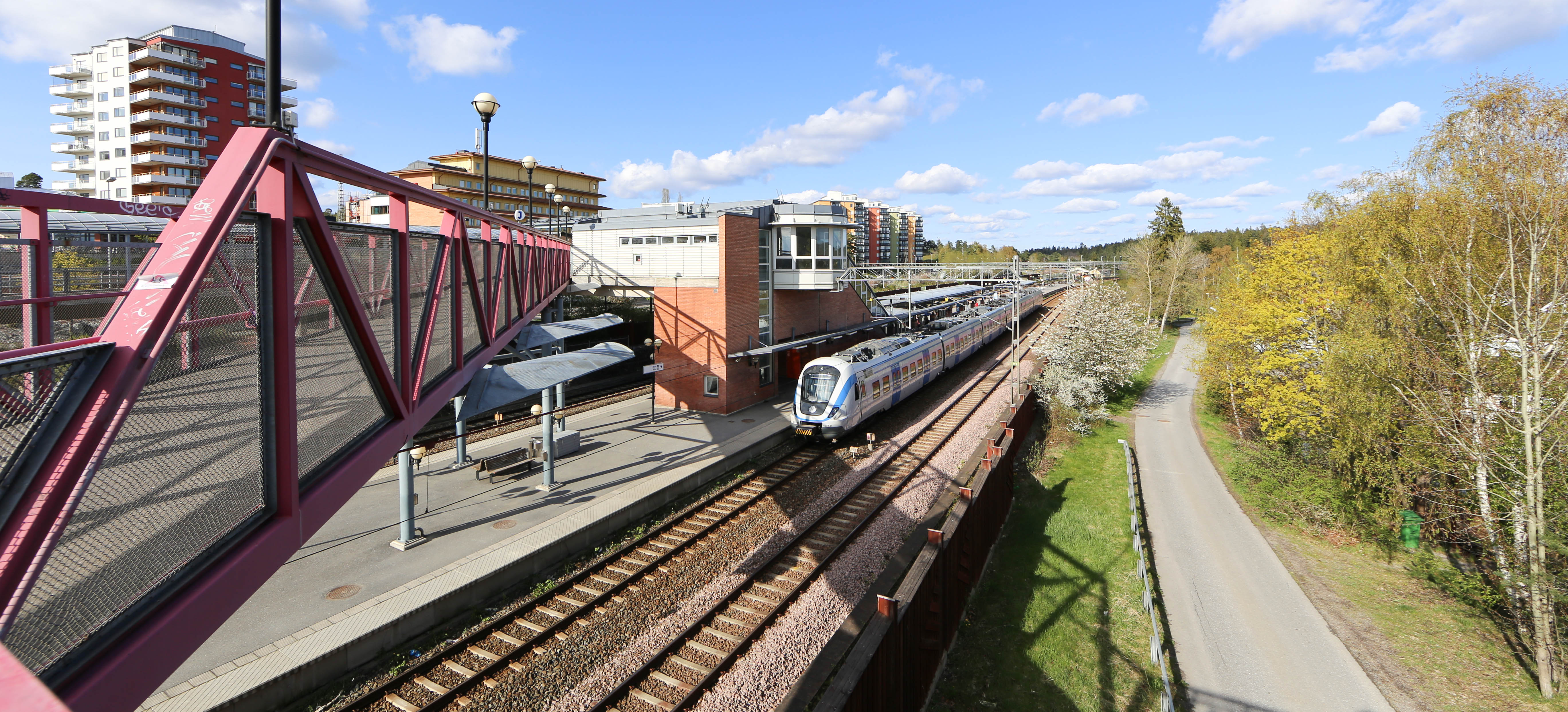
De loopbrug.